# Василівська сільська рада (Роменський район)
Васи́лівська сільська́ ра́да — колишній орган місцевого самоврядування в Роменському районі Сумської області. Адміністративний центр — село Василівка.

## Загальні відомості
- Населення ради: 744 особи (станом на 2001 рік)

## Населені пункти
Сільській раді були підпорядковані населені пункти:
- с. Василівка
- с. Братське
- с. Чисте

## Склад ради
Рада складалася з 16 депутатів та голови.
- Голова ради: Горболис Оксана Вікторівна

### Керівний склад попередніх скликань
| Прізвище, ім'я, по батькові | Основні відомості                                                         | Дата обрання | Дата звільнення |
| --------------------------- | ------------------------------------------------------------------------- | ------------ | --------------- |
| Привідьон Ганна Григорівна  | Сільський голова, 1954 року народження, позапартійна                      | 26.03.2006   | 31.10.2010      |
| Горболис Оксана Вікторівна  | Сільський голова, 1973 року народження, освіта вища, член Партії регіонів | 15.05.2011   |                 |

Примітка: таблиця складена за даними сайту Верховної Ради України